# エンド オブ エタニティ
『エンド オブ エタニティ』（End of Eternity）は、セガより2010年1月28日に発売されたPlayStation 3 / Xbox 360用ゲームソフト。2018年10月18日には、PCおよびPlayStation 4用の4K/フルHDリマスター版がリリースされた。

## 概要
2009年4月1日にトライエースの公式サイトにて「新作RPGプロジェクト」のカウントダウンが始まり、同年4月10日に正式に発表された。トライエース初のセガ発売のタイトルとなった。
作中の音楽は桜庭統と田中公平が担当している。
発売前には公にされなかったが、シリアスな世界設定とは裏腹に多数のコメディーが盛り込まれたシナリオである。
略称は「EoE」。日本国外版でのタイトルは「レゾナンス オブ フェイト（Resonance of Fate）」。

## 舞台
時代も場所も明らかでない超未来。あらゆるネガティブな要素により、大気は汚染され、大地は枯れ果て、地軸は捻じ曲がり、地球は滅亡の危機に瀕していた。
人類は「バーゼル」と呼ばれる環境正常化のための巨大な装置を開発し、それを大地に移植することで破滅を免れた。「バーゼル」によって辛うじて保たれている世界。その「バーゼル」に寄り添うように細々と暮らす人々。
本作では、全ての命運がたった1つの機械に委ねられている人類の黄昏を舞台とする。

## ストーリー
シリアスな世界観とは裏腹に、物語の多くの場面にギャグシーンがあり、チャプターの約半数がコメディ回である。クリア後の周回を重ねることでストーリーに組み込まれた伏線に気づいていくという内容になっている。
オープニングデモ1
本編より約2年前。カーディナル・ラガーフェルドに連れられ、惨劇が起きた神学校に赴いたヴァシュロン。その惨劇の犯人である少年ゼファーの荒々しい攻撃を華麗にかわし、彼を処刑する。
オープニングデモ2
本編より約20年前。教皇フリーダの突然の死に茫然自失とするカーディナル・ロエンの下に謎の男、サリヴァンが現れる。彼はロエンに「あなたはここより先に進まなければなりません」と語った後、彼をゼニスに案内する。自分たちが神だと信じていたモノとフリーダの死の真相を知ったロエンは激昂し、サリヴァンに掴みかかる。サリヴァンは「理論と感情が融合した新たな信仰を作ろう」と、ゼニスを自分たちの思うがままに動かす実験を持ちかける。
オープニング
本編より約1年前。クリスマスで賑わう12月24日、賑わう大衆を眼下に実験体20号はある意志を持って日付が変わる時計の鐘の音を合図に飛び降り自殺を図るも、ゼファーの咄嗟の機転で助けられる。しかし、ゼファーが掴んだワイヤーが切れ、二人はそのまま下に落ちていく。その瞬間、眼下に光り輝く刻印が現れる。
Prologue 「天頂の星」
本編スタート。手にすれば願いが叶うと言われる宝石、「天頂の星」を届ける依頼を受けたヴァシュロンたちは待ち合わせ場所のカフェに現れた謎の男、サリヴァンから天頂の星を受け取り、依頼主であり、この世界バーゼルの指導者のひとり――カーディナルでもあるペーターの邸宅へ向かう。
Chapter1 「命の重さ」
過去、大規模な戦闘が起こり崩壊した町「ルキア」。そして、その戦闘に参加した部隊の中で単身生還を果たしたヴァシュロン。ある日、ヴァシュロンはかつて自分の上官であり部隊長だった亡きビクトーの妻であるカーディナル・テレサに、夫が眠るその町に花を供えて来てほしいと依頼を受ける。そして彼はゼファー、リーンベルと共に多くの戦友が眠るその町へ向かう。
Chapter2 「停電」
3人が住むエベルシティにて停電が発生。彼らはバーゼル内の予備電力が切れる前に事態を解決するべく「ヒュース発電所」へ急行する。その最奥では発電能力を持ったモンスターが巣食っており、これを撃破。ヴァシュロンの（いい加減な）操作によって電力は回復し、事態を解決したPMFとして一目置かれるようになる。
Chapter3 「花」
権力者であるカーディナルの中でもNo.2であり、美を追求する芸術家でもあるガリジャーノンの彫像制作に協力することになった3人。そして彼らは、彫像制作に必要な素体を取りにガリジャーノンのアトリエのある危険なエリア、「彫刻の森」へと向かう。その奥で彼らは現在では大変貴重な花が一面に広がっているのを目撃する。
Chapter4 「小さな世界」
以前、ガリジャーノンに彫像制作を依頼したカーディナルジャンポーレに彫像（神像）、「慈愛の女神」の運搬を依頼される。しかしながら勝手に神像のモデルにされたリーンベルはいささか不機嫌なよう。仕事を終えたゼファー、リーンベルにヴァシュロンは「ものすごく大きいけど、本当はちっぽけなもの…わかるか？」と問う。しばし考える2人。そして2人はその答えが個人が持つ「それぞれの世界」だと知る。バーゼルに風と共に吹き込む花びらを見たリーンベルは、バーゼルが狭い世界だということ、そして花びらがどこから飛んでくるのかと思う気持ち、可能性を信じることの大切さを学ぶ。一方、シャンデリアにおいてサリヴァンはゼニスの研究のため、ロエンに彼の所持する指輪の提供を申し出る。
Chapter5 「変わりゆくもの」
美食家カーディナルであるバーバレラから緊急の依頼を受けたヴァシュロンたち。しかし実際はワインの貯蔵庫からワインを持ってくるだけの仕事だった。使いっぱしりのような仕事に愕然とするヴァシュロンだが、渋々引き受け、3人は彼女の所有するワインの貯蔵庫があるシルバーキャニオンへ向かう。道中、イエティに襲撃されながらも無事ワインを確保することに成功するが、ヴァシュロンは依頼された高級ワインと安物のワインのラベルをすり替え、安物のほうを彼女に届け、もう一方をバーに持ち込み飲むことを提案する。バーにおいてヴァシュロンとマスターとの会話の中、ふとリーンベルは自身の過去に想いを馳せる。変わらないと思っていたことが変わっていく事実、しかし変わっていくからこそ楽しめる。絶えず変わっていく人と世界の中、彼女は徐々に「変化」を受け入れ始める。
Chapter6 「病」
風邪をひいてしまったリーンベル。風邪薬を取りに行こうとするも、薬品庫を管理するバーバレラには前回の仕事でのワインのすり替えがバレていた。気落ちするヴァシュロンに構うことなくゼファーは彼と共に薬品庫「ケミークロ」へ向かう。
Chapter7 「星の鉱脈」
クォーツが一面に広がる鉱脈、「第24番鉱脈」が元軍人ゲルシー率いる一個師団に占拠される。3人はサリヴァンからゲルシー討伐の依頼を受け、その鉱脈へ急行、ゲルシーと対峙する。ゲルシーは共にシャンデリアを落とし、世界を統べようと3人を誘うが、ヴァシュロンはそれを拒み戦闘になる。その後、ゲルシーを倒した3人は依頼主のサリヴァンに出会う。女子供に危険な仕事をさせているヴァシュロンにサリヴァンは呆れの色を見せるが、彼はその中の1人にリーンベルがいることに気づく。彼はヴァシュロン、ゼファーに「彼女を大事にしてあげてください…」と言い残し、その場を去る。
Chapter8 「初デート」
復興中の寂れた街「ペーティリア」。その復興作業の指揮をとっているカーディナルペーターは、街の視察の護衛にリーンベルを指名し仕事を依頼するが、実はそれはデートのための口実だった。それに感づいたヴァシュロン、ゼファーはキャメラを持ってリーンベルの後をつけるためペーティリアに向かう。
Chapter9 「聖刻」
過去ルキアにおいての大規模戦闘から単身生き残ったヴァシュロンは、カーディナルアントリオンからその時の詳細について聞きたいと依頼を受ける。部隊壊滅の直接の原因であるアントリオンからの依頼に少々不機嫌なヴァシュロンだったが、ゼファー、リーンベルと共にアントリオン邸に向かう。アントリオン邸に到着したヴァシュロンは、神が起こした奇跡、命を絶つほどの力が働いたにもかかわらず生き延びた人間の存在、そしてそこに必ず残されている不可思議な刻印「聖刻」の存在をアントリオンから聞く。「おぬしも見たことがあろう？」アントリオンの問いにヴァシュロンはゼファー死刑執行の際のことを思い返す。奇跡との縁が深く、また奇跡の体現者であるヴァシュロンにアントリオンは大規模戦闘の際、ヴァシュロンの前にも現れたはずであろう聖刻の調査を改めて依頼する。そしてヴァシュロンたちは英霊たちの眠るルキアに再び向かう。ルキアの中で特に激戦となった「パークウェイ」に到着したヴァシュロンは、聖刻が自身を襲った者の存在に現れたことを思い出す。「奇跡って本当にあるのかねぇ？」その質問に対し答えは気持ちの問題、生き方であるとヴァシュロンは悟り、ルキアを後にする。
Chapter10 「神学校」
数年前の銃撃事件によって惨劇の舞台になった神学校。詳しい理由を知らないリーンベルは、塞ぎこみ部屋に閉じこもるゼファーを心配する。「今日は俺とあいつが初めて会った日だ」過去にその事件を担当したヴァシュロンは、詳しい理由を知らないリーンベルと共に過去の惨劇の舞台へ花を添えに出かける。そこでリーンベルはゼファーの驚愕の過去を知る。
Chapter11 「感情を置く場所」
惨劇の起こった神学校を管理していたカーディナル・ラガーフェルド。彼は多くの子供たちを虐殺したゼファーを許すことができず、当時の事件について手を尽くして内情を調べていた。そしてひとつの事実を知り、ゼファーと彼の犠牲になった子供たちの墓標を用意し、ヴァシュロンのもとを訪れる。しかし、ヴァシュロンはゼファーとラガーフェルドの接触を拒もうと「ゼファーは旅に出ている」「いつ戻るかわからない」などと惚けてしまう。ラガーフェルドはヴァシュロンに「お前は彼を肯定するのか!?」と問う。ヴァシュロンは「肯定はしない」と引き下がり、道を空けるがラガーフェルドは家屋へは入らず、玄関前でゼファーに呼びかける。呼び出しを受けたゼファーは、自分の気持ちの整理がつかないままラガーフェルドと対峙。テレポートや念動力といった不可思議な力とショットガンを扱う一騎当千のカーディナル・ラガーフェルドと一騎討ちの末勝利。地に伏したラガーフェルドは、ゼファーにある物を見せる。
Chapter12 「結婚式」
シマーノという男性からヴァシュロンは依頼を受ける。内容は「元カノとカーディナル・ジャンポーレの結婚式を妨害して欲しい」というもの。しつこく「本当に依頼を受けてくれるんだろうな」と食い下がるシマーノに「そんなんだからフラれるんだよ」と呆れながらも、依頼を遂行すべくヴァシュロンはゼファーとリーンベルを呼ぶが、2人は別口の依頼を受けていたことを思い出す。久しぶりの単独活動に張り切りながらも、どこか寂しそうにするヴァシュロン。ジャンポーレの兵隊が警護する「スクエアガーデン」へと乗り込む。一方、ゼファーとリーンベルはジャンポーレから「偽装結婚式を挙げ、結婚式の妨害を企む者を討ってほしい」と依頼を受けていた。カーディナルの正装に着替えたゼファーと、ウェディングドレスを着たリーンベル。2人はスクエアガーデンの式場で、誰もいない結婚式を執り行う。そこへジャンポーレの武装部隊を撃破したヴァシュロンが現れる。
Chapter13 「クリスマス」
ヴァシュロンはカーディナル・テレサから依頼を受ける。内容は「サンタとトナカイのキグルミを着て、子供たちにプレゼントを配って欲しい」というもの。毎年、これを担当している者がいたが、今回は出られないということで代理を頼まれた。プレゼントを配り終えたリーンベルは、テレサから「大聖堂にロエンがいる」という話を聞き、単身大聖堂へと向かう。
Chapter14 「古い約束」
ヴァシュロンとゼファーから勇気をもらったリーンベルは、ロエンとの再会で過去を思い起こす。施設で自分を含む孤児たちの面倒を見てくれた「先生」、ユリス。再会の約束を果たすべく、そして死ぬことを前提とした実験体に過ぎなかった「自分たち」に優しく接してくれたのか。その真意を問うため、リーンベルは単身医療施設「エターシル」へと向かう。しかし、レイニーブリッジでヴァシュロンとゼファーに追いつかれ、説得の末にリーンベルは彼らとともに向かうことを決意。だが、エターシルではロエンの兵隊「R-コマンドー」による虐殺が繰り広げられていた。ロエンはリーンベルの正体を知り、「なぜ彼女が生きているのか」とサリヴァンに問いただそうとするも彼は既に行方をくらませた後だった。サリヴァンはエターシルにてユリスに危機を伝え、逃げるように言うが決して動こうとはしなかった。まるで浮浪者のように気力をなくしたユリスは、リーンベルが来ないことを知りながら約束の場所で最期を迎えるつもりだった。
Chapter15 「推し量る事のできない力」
ユリスを保護した一行は、彼からクォーツに関する事実を聞かされる。クォーツが割れると、それと連動して人が死ぬ。かつて鉱脈でクォーツが乱獲された時期にフォーセイクンの住民が死に絶えたこと、そしてカーディナル・ペーターがクォーツの破壊とともに息を引き取ったこと。事実を裏付ける根拠があっては信じるしかなく、リーンベルのクォーツを持つというサリヴァンを追うことになった。サリヴァンの邸宅に手がかりを求めてやってきた一行は、そこで目的の人物と出会うことになる。
Chapter16 「大聖堂」
サリヴァンはロエンの銃弾に討たれ、リーンベルのクォーツの手がかりは完全に途絶えた。そして、サリヴァンは「私が死ねば、リーンベルのクォーツは壊れるようになっている」と言い残していた。ロエンの「R-コマンドー」を撃破したリーンベルたちは、アジトへと戻り、最後の決戦に備えてそれぞれ決意を固めていた。「肩を並べてこそ信頼に足る」かつての師の遺言を守り、仲間たちと共に戦場に向かうヴァシュロン。最愛の女性を命の危機に晒す要因となったロエンへの復讐を果たすべく、銃を手に取るゼファー。今の彼に経典は不要なものだった。あの時、自分を外の世界に出してくれたロエンと向き合い、一歩踏み出そうとするリーンベル。誰もがただ前だけを見つめていた。一方、ロエンは「償いたい」という想いを押し隠し、3人と最後まで戦うことを決意。彼らが勝てばリーンベルのように「フリーダが生き返る」という奇跡を信じて死に、逆に自分が勝てばサリヴァンの理論を信じてゼニスを意のままに操り、機械によって選定される不条理な死を克服する。そんなロエンのもとに、2人のカーディナルが訪れる。ガリジャーノンとアントリオン。旧友ロエンの危機を感じ取り、2人はヴァシュロンたちと敵対する。神が安置されたバーゼル。その最も高き場所にて、相対する信念を持つ者たちが最後の戦いを繰り広げようとしていた。

## ゲームシステム
概要
銃による攻撃を主軸とした「t・A・B」（トライ・アタック・バトル）を採用し、簡単な操作で派手なアクションを行うことができる。事前に移動ルートを決め、その移動中には無敵状態となって敵に攻撃する「インビンシブル・アクション」、3人を頂点とする三角形上をインビンシブル・アクション状態で移動しながら同時に攻撃する「レゾナンス・アタック」など戦略性も持つ。
ターンの概念もあり、1ターンに各キャラクターが行動できるのは1度だけ。誰で行動するかはL1,R1で選択可能。行動するキャラクターを決めたら、攻撃に使う武器や攻撃対象を選択し、移動と攻撃を行う。行動量には制限があり、上限に到達すると行動終了となる。到達前でも×ボタンで終了可能。攻撃対象は上下左右で選択できるが、キャラクター同士の立ち位置によってどの方向キーを押せばだれに向くかが変化する仕様。
攻撃を開始すると、敵との距離に応じた速度でチャージが開始され、○ボタンを押すことでそのチャージ量に応じた攻撃を行う。チャージ量の上限はその武器のレベルと同じ。チャージによって武器の種類に応じた基礎機能が強化される他、確率で特殊効果が発揮する（確率はチャージ量比例）。
地上にいる状態で攻撃がヒットすると確率で吹き飛ばしが発生し、インビンシブルアクション中にその状態の敵に攻撃することで確率で追撃や撃ち落としといった特殊攻撃が発生する。ただし、大型の機械タイプは吹き飛ばし自体が発生しない。吹き飛ばされた敵は着地して攻撃態勢に戻らないと攻撃に移れないため、攻撃されたくない相手に攻撃を叩き込み続けて封殺するという手段も可能。
敵は各々のタイミングで攻撃を行う。攻撃準備になるとHP下に黄色のゲージが現れ、これが赤になると攻撃を行ってくる。ゲージの右にある各キャラクターのイニシャルから攻撃対象を判別可能。攻撃を当てることでチャージをキャンセルことができる。
ダンジョン内には宝箱であるボックスが存在しているが、これが破壊されてしまうと中身が回収不可になってしまう。
通常攻撃
インビンシブルアクションに必要なゲージを消費しないが、通常において使われることがまずない。そのため、実質「無消費攻撃」とでも呼ぶべきものである。
一度の攻撃で攻撃終了する・チャージ中にも敵に攻撃される・攻撃されるとチャージがリセットする・レゾナンスカウント（後述）が減る・行動量が他のアクションに比べて少ないなどメリットよりもデメリットが大きい。瀕死状態の敵を手っ取り早く終わらせたい時かゲージを消費したくない時くらいにしか使う機会はない。
インビンシブル・アクション（IA）
□ボタンで発動準備に入る。すでに移動していたとしても使用可能。ISゲージを消費する。
まず、残行動量から到達可能な位置を任意に選択し、再度□ボタンを押すことで発動する。すると、無敵状態となってその地点にまっすぐ移動しつつ、その間好きなだけ攻撃をすることが可能。攻撃対象の切り替えも可能であり、複数の敵を瀕死・撃破に追い込むことも可能。
IA中に□ボタンを押すことでジャンプすることができ、ジャンプ中は攻撃可能な部位（後述）にランダムでヒットするようになる。一度ジャンプすると中断できず、IA終了地点に着地する。一方、行動量に拘わらず一定高度まで飛び上がるので、行動終了直前にジャンプすることで行動時間を増やすことができる。
進行方向に障害物や大型の敵がいる場合、ジャンプで回避するなり破壊するなりしないと衝突して強制的に終了となる。段差から降りる場合は着地モーション中もチャージが行われ、行動量も減少しない。
レゾナンス・アタック（RA）
いわゆる総攻撃。△ボタンで使用する。インビンシブル・アクションで他の2人のプレイヤーキャラクターの間を通った際に溜まる「レゾナンス・カウント」が必要で、一度発動するとその過程を問わずカウントは0になり、ターンエンドとなる。
実行すると、レゾナンスカウントの分だけ各キャラクターが同時にそれぞれの立ち位置を目指してIAが行われる（カウントが3の倍数なら、基本的に元の立ち位置に戻る）。右回りか左回りかは発動前に△ボタンを押すたびに切り替わる。
発動中はターゲット対象に対して3人で攻撃を仕掛ける。チャージゲージが3分割され、個々にチャージ速度判定が行われる。プレイヤーが選択中のキャラクターが攻撃をするとチャージ済みのキャラクターが追撃を行う形。攻撃の順番は画面右下のキャラステータス欄に表示される。
個々のキャラクターの行動量は、カウントが3の倍数でない限りは移動する辺の長さに比例する。行動終了したキャラクターはそこで停止となるが、他のキャラクターは操作可能。
強力な攻撃であるが、レゾナンスカウントはIA増加条件を満たさない行動をとる度に減少してしまう上、障害物が多い場合はそのすべてに気を配った配置・操作が要求される。
3人そろっていないと使えず、イベントや状態異常などで行動できないキャラクターがいると戦闘難易度が上がる。
なお、初期の立ち位置は隊列で一番上にあるキャラクターが中心かつ少し後ろに配置される。そのため、もっぱら中央のキャラクターが左右にIAをし、移動方向側にいるキャラクターが逆側にIA、最後にRAというのが基本形となる。立ち位置の都合や余裕があれば3人目もIAをし、さらに次のターンで前ターンの3人目がIAを行ってから、というパターンも行える。
追撃
IA・RA発動中に地上から吹き飛ばし中の敵に攻撃を加えることで確率で発生する。
発生すると、まずルーレットが開始し、ボタンを押すまたは時間経過で停止する。それが当たりである場合、対象が着地して少しするまでチャージして攻撃を行うことができる。この場合、キャラクターのレベルに関係なく、システム上の上限までチャージ可能。また、攻撃がヒットするたびに換金アイテムをドロップする。
ルーレットの当たりは攻撃を当てる度に範囲が広がっていき、発生確率自体も当たり範囲に比例して増加する。攻撃を行った回数ではなく当てた回数であるため、弾数が多ければ発生しやすくなる。当たり範囲は全キャラクターで共有され、成功するまで継続する。
非常に強力な攻撃で、打ち上げられる敵であれば瞬時に多大な被害を与えられる攻撃。ただし特性上、基本的に止めはさせず、立ち位置に気を付けないと装甲に当たってしまって有効打にならない。
撃ち落とし
ジャンプ中に攻撃を行うことで、確率で敵を地面に叩きつけて換金アイテムをドロップさせる。
追撃と違ってダメージを与えられず、ドロップ数も少ないが、手軽に発生させることができる。
武器の種類
武器には、マシンガン・ハンドガン・グレネードボックス・ファーストエイドキット・マガジンケースの5種がある。ハンドガンとマシンガン以外は1つずつしか入手できない。
後述する武器の特性から、隊列の上から順にハンドガン→マシンガン→ハンドガンまたはグレネードが基本。1番目をマシンガンにしてもよし。
マシンガン・ハンドガン・グレネードにはそれぞれレベルが設定されており、ダメージを与えることでレベルが上がる。レベルが上がるとチャージ上限が強化される以外にも、積載重量とHPが増加する。
ダメージには仮のダメージであるスクラッチダメージとスクラッチダメージを確定するダイレクトダメージがあり、スクラッチダメージは確定させるまでダメージとしては扱われないため撃破できない上、時間経過で回復してしまう。回復速度はスクラッチダメージが増加すると遅くなる。
マシンガン・ハンドガン・グレネードにはそれぞれレベルが設定されており、ダメージを与えることでレベルが上がる。
グレネードボックス・ファーストエイドキット・マガジンケースは行動開始前にセレクトボタンもしくはタッチパネルで使用するアイテムを選択できる。また、中身が未設定も含めて何であろうと重量は固定。
マシンガンはスクラッチダメージを与える武器。スクラッチダメージでは敵のHPゲージが青くなる。チャージによってダメージを増加させることができるため、多大なHPを削るにはまずマシンガンによる攻撃が必須。弾数も多いため、追撃なども狙いやすい。さらに、低確率で被弾個所のHPをすべてスクラッチダメージにする「フルスクラッチ」が発生する。
ハンドガンはダイレクトダメージを与えることができる他、確率で相手をスタンさせつつHPゲージを分割する「クラック」を発生させることができる。チャージによってクラック率の他、ダメージが増加する場合がある。
グレネードボックスはある程度の範囲に対してダイレクトダメージを与えるグレネードを装備できる。消耗品であることと、味方に対してはスクラッチダメージが発生するフレンドリーファイアの危険性があるので注意が必要。ダメージ確定目的であれば最弱のグレネードでも事足りる。装備によるチャージ速度の強化ができず単発であるため、単純な攻撃に使うにはハンドガンに劣る。種類によっては状態異常発生能力もあり、これに関しては後述のマガジンケースの物よりも扱いやすい。
ファーストエイドキットは各種回復・補助アイテムが使用可能。ダンジョン脱出アイテムや被ダメージ減少アイテムもあるため、強敵のいるダンジョンなどではぜひ持ち込みたい品。
マガジンケースは、マシンガンやハンドガンで使われる特殊弾を装填できる。状態異常発生系の他、吹き飛ばし強化や装甲貫通、生物または機械へのダメージ強化などの特殊効果を持つ。使用した分だけ消耗するので、グレネードに比べると消耗が激しい。
これらの装備は1キャラクターにつき2つまで装備可能。戦闘中は行動前にR2,L2で使用する武器を選択することができる。ただし、キャラクターには積載重量があるので、その範囲内に収めないといけない。イベントによって単独行動中の場合は片方をマシンガン、もう片方をハンドガンかグレネードにしないと勝ち目が皆無となるので注意が必要。
ハンドガンとマシンガンは同じものを2つ装備することで両手持ちで戦うことが可能となる。重量が重くなりがちで、チャージ速度などのパラメータは平均値となるが、発砲弾数は合算となるため、単純に威力がほぼ倍になる。両手持ち中でも一方の銃だけ使用することができるが、意味は皆無。
部位
敵には装甲や武装などの部位が存在しており、その部位がある方向からの攻撃は部位へのダメージとなる。部位のHPはそのキャラクターを覆うように円形のゲージで表示され、それが部位の有効範囲となる。また、部位は複数重なっている場合がある。
ジャンプ攻撃による各部位への攻撃判定はこの範囲に応じた確率となる。全身が余すところなく部位で覆われている場合もあり、特殊弾使用時を除いてジャンプ攻撃をしても本体へのダメージは発生しない。
アイテムによっては特定の部位を破壊しないとドロップしないものもある。
ISゲージ
IAを行うために必要なゲージ。また、HPの最終ラインでもある。
IAを行う度に1つ消費し、部位の破壊か敵の撃破で1つ回復する。また、クラックによって発生した分割ラインを割っても回復する。
通常時、味方キャラクターへのダメージはすべてスクラッチダメージとなるが、全てのHPがスクラッチダメージとなるとISゲージがいくつか割れて飛び散ってしまう。割れたゲージ1つにつき4つの欠片が発生し、敵の回復アイテムとして機能するようになってしまうため、早急に回収する必要がある。さらに全てのISゲージを使い切ってしまうとデンジャー状態となり、あらゆる攻撃がダイレクトダメージとなる。
カスタマイズ
今作のメイン武器である銃を強化するためのシステム。バトルなどで入手した素材から作成したパーツで武器強化を行う。本作の武器は性能差があまりないため、カスタマイズによる強化が重要になる。
武器、パーツにはそれぞれ接続可能な場所にマークが表示されており、同じマークの場所に接続する。武器にはカスタマイズで使用できるマップサイズが決められており、マップからはみ出さず、パーツおよび不適合の端子が重ならないようにする必要がある。
中には他のパーツを複数装着するためのパーツも存在し、利用することで「グリップの後ろに照準器がある」「バレルの前方をグリップから伸びたバレルが縦に遮ってる」「手で持つ場所が3か所ある」といった非現実的なカスタマイズも可能するが、グラフィックには反映されない。
パーツはバトルで入手した素材を合成屋で合成したり、ショップで購入することで入手する。また、分解屋でパーツを分解して素材を入手することもできる。
ブティック
衣装を購入し、キャラクターのコスチュームを変更できる。攻撃力や防御力といったステータスに影響しないため自由な衣装で移動や戦闘ができ、ムービーシーンでも衣装の変更が反映される。
店の商品はストーリーの進行や特定のミッションの完了で増えていく。
エナジーヘキサ
ワールドマップを移動するには、事前にエナジーヘキサというアイテムをジグソーパズルの要領でマップに設置し、目的地への道を作らないといけない。エナジーヘキサを配置した場所にアイテムが隠されていた場合はそのアイテムを入手できる。
ワールドマップ上にはターミナルという施設があるマスが存在する。色付きのエナジーヘキサによって開かれたヘキサ上にあり、なおかつ同じ色のヘキサを決められた数だけ隣接させることでその色のヘキサ上に限り特殊な効果を得ることができる。例えば、特定の属性攻撃ダメージが2倍になるターミナルを有効にすると、その効果マス上での戦闘では敵味方共にその効果の恩恵を受ける。ターミナルは複数の効果を重複させることが可能で、ターミナルの効果はリフトを介することで効果を複数の階層に跨らせることができる。ダンジョン内にも有効。ただし、連結したターミナルの効果は、すべての条件ヘキサ数の合算分だけ満たさないと無効となる。

## 登場人物

### チームヴァシュロン
「チームヴァシュロン」は闘技場のランキングから。序盤はヴァシュロン、中盤はゼファー、終盤はリーンベルにスポットを当てながらストーリーが展開されていく。4階層のエベルシティの一軒家に居を構える。
ゼファー（Zephyr）
声 - 下野紘
本作の「ゼファー編」の主人公。17歳。公式サイトによるキャッチコピーは「運命に抗う少年」。無口で何事に対してもそっけない態度を取るが、自分がからかわれた時はあわふためいたりなど子供らしい一面を持つ。不器用ながらも根は優しい。妹のコッシェ（声 - 山名枝里子）がいる。次第にペーターと仲良くなっていき、互いに友情を育む仲となる。未成年のため酒は飲めない。背伸びしたい年頃のようで、ヴァシュロンと共にアダルトな映像を見て興奮することもある。
成長速度はHPとウェイトはヴァシュロン以下、リーンベル以上。前傾姿勢のため当たり判定が少ない。
戦闘スタイルは、地味でありながら洗練された技巧を見せるヴァシュロンとは対照に、感情をむき出しにした嵐のような苛烈な攻撃を主体とする。銃の構え方も前傾姿勢となっており獣が獲物に飛び掛る様を想起させる。そのため、ヴァシュロンからは「デタラメな撃ち方しやがって」や「お前、敵一人倒すのに何百発撃つつもりだ！」と突っ込まれている。
しかし、「本能のみ」で戦う苛烈な攻撃は、元カーディナル・ラガーフェルドを一騎討ちで撃破したほどの力を持つ。歴戦のカーディナル・アントリオンからも「聞きしに勝る殺気だ」と評された。
幼少から孤児としてクランク神学校に引き取られていたが、誰に対しても心を開こうとはせず、常に反抗的な態度を取り続けたため大人たちから異端視されていた。さらに、当時の神学校では洗脳ともいうべき徹底した宗教教育が施行されており、意にそぐわぬゼファーは大人たちから敵視され「親の顔が見てみたいもんだ。そうか、親はいなかったな」など、罵倒を受けていた。
神の存在を信じない自分に教典を渡そうとよく話しかけてくる少女がいたが、彼は「神に祈っても何も変わらない」と祈ること自体を無駄な行為と拒否。同時に孤独な自身を「救われるべき人間なのに救われないのはなぜ？」と考えていた。
その後、当時15歳前後だったゼファーは礼拝中に二挺のマシンガンを持ち出して周囲の人間を次々と殺害していった。そして、感情を持たない神が存在するならば自分を罰するはずだと言い、「自分が生きている＝神など存在しない」と神学校の教えを徹底的に否定してみせた。
更なる殺戮を行うゼファーだが、よく構ってきた少女が引き止めに入る。「そこをどいて」と言うゼファーだが、彼女は頑なに神を信じ、決して道を開けないという姿勢を見せたために躊躇しながらも殺害してしまう。
少女を手にかけた後は恐慌状態に陥り、依頼を受けて制圧に来たヴァシュロンと一戦を繰り広げ、圧倒的な実力差でねじ伏せられ、脳幹に二発の弾丸を打ち込まれた。しかし、それでも死なず、カーディナル・ラガーフェルドを検死官としてヴァシュロンの手で処刑が行われたが、それでも死ななかった。そのため「神が彼を無罪とした」と見なすしかなく、無罪となったが、世間的には死んだということになっている。後にこれは、神＝ゼニスによる「聖刻」の効果だと描写される。皮肉にもゼファーが生きていることは神の存在の証明になってしまった。このことが後にラガーフェルドの暴走を招く。
現在はヴァシュロンに引き取られ、共にPMFとして活動している。理由は明言されていないが、更生させるためにカーディナル・テレサも協力ししていることが仄めかされている。戦闘台詞ではヴァシュロンを誤射した際に「まだ恨んでんのかよ！」といわれる。
その後、物語開始の2年前に飛び降り自殺を図った実験体20号（リーンベル）を救う。このことを聞いたテレサは、自分の知るゼファーとの違いに驚いていた。
PMFとして活動する中、今でも自分が犯した神学校の殺戮事件は心の重荷になっていた。当月を迎えるたびに元気を失っていた。そこへカーディナル・ラガーフェルドと再会する。殺された子供たちの復讐を胸に、一騎討ちをしかけてくるラガーフェルド。苦戦の末撃破し、ラガーフェルドの口から当時の真実が語られる。
自分によく話しかけてきた孤児の少女こそが妹だと知り、自分が孤独でなかったこと、そして自らの手で唯一の肉親を殺害したことを知る。驚愕した一瞬を突き、ラガーフェルドに反撃されるもリーンベルに助けられる。
ラガーフェルドは倒れたが、引き換えにゼファーは強烈な自殺願望を抱くようになってしまう。しかし、リーンベルに叱咤され、励まされ、だんだんと「彼女を幸せにしてあげたい」と考えるようになっていく。屋上にて、彼女を幸せにしたら死のう、と口にするが直後にリーンベルに殴られた。
リーンベルとの偽装結婚式でお互いの気持ちを知り、両思いに近い間柄となる。だがその幸せを打ち砕くように、リーンベルの命（クォーツ）がサリヴァンに握られていることを知る。だがサリヴァンはロエンに銃殺され、リーンベルの命ともいえるクォーツの所在を知る方法が潰されてしまう。サリヴァンは「私が死ねばリーンベルのクォーツは砕けるようになっている」と死の直前に語っていた。彼が倒れた今、ゼファーの憎悪はロエンへと向けられた。
ロエンと話がしたいというリーンベルを守るべく、ゼファーはバーゼルの中核である大聖堂に乗り込む決意をする。肌身離さず持っていた経典は持っていかず、ゼファーが手にしたのは運命を切り開くための拳銃だった。
ロエンとの最終決戦後、撃つのをためらうリーンベルに変わって彼を銃殺するが、その瞬間聖刻が発動。「自分と同じ」ロエンを殺すことができず、ラガーフェルドと同様の感情を抱くことになる。殺したい相手を殺すことができないゼファーは納得のいかない様子だったが、リーンベルに支えられて大聖堂を後にする。
隠しダンジョン「チョイポリス」の最深部にて、サリヴァンと対峙した際は冷徹な態度で挑むが、戦闘直前では不老不死の彼に対して「死ぬまで殺してやるよ！」と激情を爆発させていた。銃弾が尽きるまでの激戦となり、サリヴァンもまた肉体限界を超えて戦闘不能となる。去り際に「また会う時があるかもしれない」とサリヴァンに述べられ、返答してゼファーは「そのときは、きっちり殺してやるよ」と言い残した。
身分を越えて友達となったペーターが死んだ時は、さすがのゼファーも悲しんでいた。後に、彼の死因がクォーツの破損だと知り、リーンベルも同じように死ぬかもしれないと知った時はユリスにつかみかかり、「お前学者だろ！なんとかしろよ！」と食って掛かっていた。
普段は口数も少なく、陰気な態度が感じられるが戦闘では別人のように豹変する。敵を「遊び相手」「オモチャ」と呼んでおり、殺すことを「壊す」と言うなど、ややメンタルに異常が感じられる発言を出す。事実、わかりにくいが攻撃の際には狂笑を浮かべているシーンもある。
ヴァシュロンとの初戦では、空中移動しながら二挺マシンガンを乱射していたが、すべて見切られてしまっていた。爆発で生じた隙を突いてヴァシュロンの背後に回るが、飛び散ったガラス片にゼファーの姿が一瞬だけ映ったためかわされてしまった。当時は14〜15歳でありながら、戦闘に関して秀でた才能を見せており、今ではリーンベルから「すごいんだね」と素直に尊敬されている。
他作品では『PROJECT X ZONE』および『PROJECT X ZONE 2:BRAVE NEW WORLD』に登場。リーンベルと共に驚異的な跳躍力をネタにされている。
リーンベル（Reanbell）
声 - 遠藤綾
本作の「リーンベル編」の主人公。21歳（終盤で22歳になる）。公式サイトによるキャッチコピーは「運命を克服する女」。ゼファー、ヴァシュロンと共に暮らしている新米PMFである女性。デフォルメなキャラクターのブタの顔がプリントされたTシャツを好んで着ている。
成長率はHPもウェイトもフルスクラッチなどもメンバーの中では最低であり、序盤ではスクラッチダメージを与えるアタッカーよりもハンドガンでの削り役が向いている。ガリジャーノンが語るには、ボディラインは貧弱で胸は無く、服を着替える度に胸の大きさが変わるという事実がある。
戦闘スタイルは、師とも言えるヴァシュロンとゼファーの間を取ったような動きを披露する。正確に相手を狙いながらも動きは派手で、空中や着地した際に回転しながら攻撃する。ムービーでの銃の構え方がヴァシュロンと酷似しており、攻撃方法もゼファーのような荒々しさを見せることも。
ヴァシュロンたちと出会う前は悪戯好きで明るく、表情豊かな少女だった。彼らと共に暮らすようになってからは、気の強い部分が育ち、助平なことを考えたヴァシュロンへ鳩尾への蹴りや裏拳を喰らわす、ゼファーの頭を思い切りフライパンで殴るなどの過激な行動をとる。同時に不安になると、とことん悲観的になってしまうという弱い部分も持つ。自分の貧乳を気にしているらしくヴァシュロンやガリジャーノンにそのことを指摘されると怒り出す。
基本的に笑顔を絶やさない前向きな性格で、少し危なっかしい所もあるが普通の女性である。悪戯好きな一面を持っており、過去に恩師であるユリスの顔に落書きしたりしていたことがあり、再会した後日も、しっかりと落書きしていた。ただし保護者であるヴァシュロンにはそういうことはしておらず、まるで兄のように頼りにしている描写が多々ある。
ヴァシュロンから「おれより料理は上手くなってくれよ」といわれたことから、あまり料理は得意でない。
その正体は「実験体20号」。ゼニスと人間の寿命に関する研究に他の19人の子供たちと共に実験体として利用されていた。やがて彼女は恩師のユリスによって連れ出されるが、ロエンによって見咎められ、ユリスだけが研究所へ残された。ユリスと引き離される際に、彼の手帳を拾い上げる。それを見たことで自分が20歳になったら死ぬ実験体だという真実を知った。
自分が20歳を迎える直前に飛び降り自殺を図り、その際にゼファーに救われるが、この時、聖刻が現れたため生き延びる。しかし、自分が死ぬ日であろう20年目の午前0時を告げる鐘が鳴っても自分が死んでいないことに気づき、前向きに生きることに決める。「変わること」を決心し、メイクや服装、髪の色を本来のものとは違うものにしたため、黒髪から今のような金髪になった。ヴァシュロン、ゼファーと共にPMFとして働くようになった。以後はヴァシュロンの元で居候として住み着く。しかし、内心では「自分は幸せになれない」と考えており、死ぬことを前提とした実験体だった過去を思い起こすことに恐怖を抱いている。
実験に使われた新生児は、バーゼル内の人間の寿命を司る結晶「クォーツ」による、新生児の死とクォーツの粉砕の関係を確かめる照合のため、毎年一人ずつ死ぬよう設定され、新生児のクォーツは割れ続けたが、20年目の彼女の歳にクォーツが割れることはなかった。しかし、そのクォーツは既に何者かによってすり替えられていたものであり、本物の彼女のクォーツは「お医者のおじいちゃん」によって、後述の通り彼女自身の右手に埋め込まれていた。
自分たちが実験体であるにもかかわらず、一人の人間として扱ってくれていた学者であるユリスを「先生」と呼び慕っていた。また、「お医者のおじいちゃん」なる人物から優しくされていたと、ゲルシーとの戦いで語っている。
やがて、ゼファーとヴァシュロンから勇気を得て、過去と向き合うようになる。実験体として育てられたに過ぎないが、自分たちに人間として接して切れた恩師ユリスを信じ、彼の元へ赴き、再会。そしてもうひとり、自分を研究所から外に出してくれた人物、ロエンに会うために大聖堂へと乗り込む決意を固める。復讐のためではなく、自分を生きるためである。
エンディングでは、ゼファーとヴァシュロンのいる日常こそが幸せだと気づき、大草原にて太陽を見上げる。その掌に宿るクォーツが陽光を受けて輝き、リーンベルの瞳を青くきらめかせていた。このことからリーンベルのクォーツは彼女の掌に埋め込まれていることが判明する。
その他『PROJECT X ZONE』および『PROJECT X ZONE2』にも登場。メイクにこだわっており、待ち合わせに遅刻したり、戦闘中にも気にしていたため「後にしろ」と怒られている。『ファンタシースターNOVA』にも登場しており、主人公が乗る戦艦に一緒にコールドスリープされていた。イベントをこなすことでパーティに加入する。そちらではヴァシュロンとゼファーを探している。
ヴァシュロン（Vashyron）
声 - 成田剣
本作の「ヴァシュロン編」の主人公。26歳。公式サイトによるキャッチコピーは「運命を受け入れた男」。三枚目の悪役顔な男性だが、自他共に認める歴戦の猛者で、報酬と引き替えに様々な依頼を請け負うPMFを生業とする。その実力は、単身でカーディナル・ジャンポーレ率いるアーミーの一隊と互角以上に戦えるほど。
HPが高いため前線で敵をひきつける役割に徹しており、またウェイトの上昇もメンバーで一番高め。成長率はパーティー随一。パーティーから外れる機会が少ないキャラクター。
ゼファーとリーンベルの保護者的な立ち位置にあり、3人の中で最も強いとされている。リーンベルには「私とゼファーでヴァシュロンに敵うわけないじゃない」と言われたが、設定資料によるとロエンからすれば彼も子供と同じである。
リーダー的な存在のため、依頼や交渉などは大抵は彼を通して行われる。二人を引き取る前はそこそこ広い住居で一人暮らしだったが、現在では寝室にしていた部屋を二人に取られたためリビングのソファーで寝ている。
強豪カーディナルすらも打ち破るほどの実力者故に、生きた伝説とも言える男だが、そうとは思えないほど自分に素直な性格で、助平で金銭欲が強く、小賢しい一面を持つ。
リーンベルにセクハラ的な発言をしたり、彼女を模した銅像のスカートの中に興味を示し、覗こうとした。他にも、バーバレラが「たわわなブドウ」に対しリーンベルは「枯れた土地」（英語版では「レーズン」）と揶揄し、グラマラスなカーディナル・バーバレラの巨乳とリーンベルのささやかな胸を見比べるなどして、どちらもリーンベルから手痛い反撃を受けている。ほか、バーバレラから倉庫のワインを取ってきて欲しいという依頼を引き受け、倉庫に足を踏み入れた際に安物と高級ワインを発見。ラベルを張り替えてバーバレラには安物を、高級ワインは自分たちで飲もうと提案し、実行したが、即バレしてその分、報酬が引かれてしまったためゼファーに怒られた。
序盤でリーンベルから「ヴァシュロンにはお金が全てなんでしょう？」と言われるほど金に思考が左右されるタイプ。カーディナル・ジャンポーレの結婚式の妨害をジャンポーレの恋人の元恋人シマーノから依頼され、かつての依頼人であり有権者を敵に回すことも恐れず単身でスクエアガーデンに乗り込んでいった。しかし、ゼファーとリーンベルが結婚式の護衛を任されており、ヴァシュロンは向こうの方が報酬がいいという理由で「俺はお前たちに負けたということにしよう」とあっさりと依頼を破棄した。その際、リーンベルから「プライドとかねえのかよ」とグレた口調で非難されたが、彼は即座に「ない」と返答している。
ガリジャーノンに美で勝負すべくリーンベルの顔に大きな花のフェイスペイントを施したり、住居の装飾に古い道路標識や看板があったり、風呂場のセクシーなドアプレートを自作していたりと、絵は上手いが美的センスは少々独特で、最初はガリジャーノンのセンスを否定していたが、後に彼の話を聞き本当に感心する。ただし決戦の際には現実から目を背ける彼の美意識を否定している。
数年前までは元はカーディナルに所属する軍人（アーミー）の一員で、ビクトー隊長の部下だった。アントリオンの依頼で仲間とともにルキアの調査に赴くが、怪物（レベッカ）と遭遇。激戦を繰り広げ、部隊は壊滅状態に陥る。ビクトーは死に、そしてヴァシュロンもレベッカの追撃を受けて胸を貫かれてしまうが、同時に「聖刻」が彼女の身体に刻まれ、その時の衝撃で互いに相打ちとなる。サリヴァンに助けられ軍隊をやめてPMFとなった。ただ、なぜ自分が生きて帰れたのかはよく覚えていない。また軍隊を辞めた真意も不明。
後にアントリオンから再度依頼を受け、ヴァシュロンはルキアにて避けていた過去と向き合い、聖刻がどこに刻まれたのか、なぜ自分はあの激戦の中で生還できたのかをはっきりと思い出す。
よくゼファーをからかったり、リーンベルのことを「ちんべるちゃん」と呼んだりと、2人を子ども扱いしている節がある。しかし、ゼファーが決断を迫られた時には口出しをせず黙視し、彼自身に歩むべき道を決めさせていた。
金で敵味方関係なく動くヴァシュロンだが、仲間であるリーンベルのクォーツをサリヴァンから取り戻す時、そして彼女の付き添いとしてロエンのもとへ殴り込む際は「たまにはタダ働きもいいか」と損得を度外視し、情に動かされていた。師ビクトーの遺言である「肩を並べてこそ信用に足る。それができなきゃ足手まといだ」ということを忠実に守り、決してリーンベルを見捨てなかった。かつてない激戦の予感にヴァシュロンもどこか真剣な様子を見せていた。
戦闘では軍隊長ビクトー仕込の技を披露する。銃を両手で抱えて無駄なく駆け抜け、前転から飛び跳ねての銃撃や、堂々と直進しながらの銃弾を放つ。グレネードや火炎瓶をボールのように蹴り飛ばして標的にぶち込む。コミックス版ではグレネードによる攻撃が主体となっており、イラストでもそれを片手にしている。高い実力者として描かれており、気配を消して潜んでいた人物のことに唯一勘付いていた。
ゼファーとの初戦では二挺マシンガンの銃撃を紙一重でかわしながら蹴りを打ち込んだり、拳銃を手渡して気を取られた瞬間に間合いを詰め、一度渡した銃を奪って口内に突っ込むという技巧を見せた。なお、確実に殺す時は「脳幹に二発だ」ということにしており、ゼファーに対してもそうしていた。ゼファーいわく「地味な技ばっかじゃん！」。
早撃ちの速度も相当なもので、リーンベルの背中に銃口を向けたロエンに対し、即座に彼の足元を撃って「今更背中に銃を向けるのか？お前のやり方はフェアじゃない」と威嚇していた。その言葉はヴァシュロン自身にも当てはまっており、戦闘の際には「背中を撃つ趣味はない」と言う。
体術に関しても相当な実力者で、サリヴァンを刺殺しようと飛び掛ったゼファーを、それ以上の速度で追い越し、一瞬で腕を捕らえて押さえつけている。
ゲルシーとの戦いでは先に銃を抜かれているが、ヴァシュロンもゼファーも動揺した素振りはなく、銃口を向けられても余裕を見せていた。対照にリーンベルは慌てて銃を構えていた。
その戦いぶりは、元軍人ゲルシーから「ビクトーの面影が見える」と言われたほど。恩師ビクトーに対して敬意を払っているが、飽くまで「俺は俺だよ」とゲルシーの言葉を否定している。
ビクトーの妻であるテレサに対しては誰よりも敬意を払っているが、ビクトーや仲間たちを死に至らしめるきっかけとなったアントリオンには悪態をついている。しかし、大聖堂で彼が立ちはだかった時には「あんたと戦う理由はない」と述べており、ビクトーの死を理由にアントリオンを討つつもりはないと語っている。アントリオンから「ビクトーもテレサも、そしてこの私もお前が好きなのだ。何者にも縛られぬその生き方が！だからヴァシュロン、お前だけは私の手で倒さねばならぬ！」と胸のうちを明かされ、ヴァシュロンは最後まで戦うことを告げた。
最後の戦いの際、戦う気のないリーンベルの背中に拳銃を突きつけたロエンに「あんたの行動はフェアじゃない」と言うが、この台詞はたった一人でヴァシュロンたちと戦うつもりだったロエンにアントリオンが言った言葉でもある。このことからビクトーだけではなく、しっかりとアントリオンの影響も受けていることがわかる。
その他『PROJECT X ZONE』および『PROJECT X ZONE2』にも登場。こちらでは女性陣を積極的にナンパしたりと本作では見られなかった一面が垣間見られる。性格も相変わらずで、そのスケベさで本来ならクールなキャラクターたちをツッコミ役に変貌させている。

### 敵対カーディナル
自身の感情に重きを置き、主人公たちと衝突するカーディナルたち。教皇フリーダが逝去する前は一枚岩だったが、彼女が世を去ってからは次第に分裂を始めていた。しかし、教皇から最も信頼の厚かったロエンの危機を察知し、その忠義にしたがってガリジャーノン、アントリオンはロエン側に突き、主人公たちと敵対する。唯一、ヴェロニクだけは戦闘に参加しない。
ロエン（Rowen）
声 - 藤原啓治
43歳。教皇亡き後の事実上カーディナル組織の指導者。普段は物静かで真面目な性格の男性だが、戦闘の際は別人のように豹変し、ゼファーと同様に饒舌になる。
20年前、教皇の死後、自分の前に現れたサリヴァンからバーゼルの真実、人の生と死を管理するゼニスの存在を知ったロエンは、機械によって管理される不条理な死を克服するために、サリヴァンの研究の後ろ盾となる。そして、大義のもとに実験にて20人の無垢な子供を犠牲にした。しかし、物語後半にて最後の実験体であるリーンベルが生存していることを知り、推し量ることのできない力＝奇跡によってゼニスの管理を外れることができるのかもしれないことを知ってしまう。
もし奇跡が存在し、それにより運命から逃れられるのであれば、実験体となって死んだ19人の死はロエンが忌む「無意味な死」となってしまう。その気づきと同時にサリヴァンは失踪し、自分は利用されていたことを知る。クォーツが壊れるように設定しておいたリーンベルが、なぜクォーツが壊れることなく生きているのかを問いただすためサリヴァンを探し出す。
クォーツが砕けずリーンベルが生きていたのは、ゼニスのシステムの内にある「奇跡」によるものだとサリヴァンは語る。実験自体は成功していると述べ、「奇跡」の存在は想定外だと述べた。それを聞いたロエンは、本当に奇跡があるのなら見せてくれと言い、サリヴァンを銃殺。彼が死ねば自動的にリーンベルのクォーツは砕けるが、それでも「奇跡」が起こり死ななければその存在を信じることができる、と。
その後、大聖堂へ戻ったロエンはフリーダの肖像画の前で自身の胸の内を語る。サリヴァンが最後に「奇跡」の可能性を示してしまったことを信じるわけには行かない。フリーダが生き返るという奇跡を信じて、それが叶ったとしても20人も子供を殺した自分が彼女と一緒になるわけにはいかない。主人公たちと最後まで戦い、自分が死んだとしてもリーンベルが生きているのならば「フリーダが生き返るという奇跡」を信じて死ぬことができる。逆に自分が勝てば、ゼニスを管理し不条理な死を克服する。どちらに転んでも自分に幸せはなく、もう引き返すことはできない、と。
最後の決戦の舞台、大聖堂最奥にてロエンはリーンベルたちと対峙。彼女から「後悔していませんか？」と訪ねられるが、ロエンは「償いたい」という思いを隠し、「後悔などしていない」と告げた。
立ち去ろうとするリーンベルの背中に銃口を向け、半ば無理やり戦闘を引き起こさせる。敗北した後はゼファーの凶弾によって倒れるが、直後に「聖刻」が現れて一命を取り留めた。ロエンの言う「奇跡」はフリーダではなく、彼自身に降りかかったのだ。そして聖刻はフリーダの肖像画に刻まれていた。
自らの身に降りかかった奇跡を感じ入り、呆然と肖像画を見上げるロエン。彼を残し、ゼファーたちはヴァシュロンに連れられて大聖堂を去っていった。
直後に、ガリジャーノンとアントリオンにも聖刻が刻まれ、戦いの終わりを告げるかのように無数の花びらが大聖堂を包み込むように舞っていた。
その後、ロエンはサリヴァンから渡された「ゼニスに干渉するための指輪」をフリーダの棺へと置き、自ら進むべき道を見出した。この指輪は元々はフリーダから託されたものである。
戦闘では、黄金と白銀の銃をそれぞれ手に持って参加する。二挺拳銃の使い手。後述のガリジャーノンとアントリオンを組み合わせたような戦術を用いる。天国への階段を上るかのように飛翔し、上空から銃撃。銃撃で崩落を起こして攻撃。さらには、半円を描くように地面を銃撃して爆発を発生させて攻撃を仕掛けてくる。
私兵に「R-コマンドー」を持ち、強靭な装甲車ライドストーム・キャノンや強力なホーミングミサイルを搭載した空襲ヘリコプター「バハムート」といった兵器を有する。また、兵器だけではなく兵士自身の戦闘技術も高く、エターシルを訪れたヴァシュロンを「予想通りに苦戦」させ、ゼファーを「予想以上に苦戦」させた。
ヴェロニク（Veronique）
声 - 山崎和佳奈
25歳。数少ない女性カーディナル。何らかの形でロエンの計画に協力している。
ロエンに絶対の信用をよせ、サポートしている女性。同じようにロエンも彼女を信頼しており、愛する教皇を失った彼の心の支えとなっていた。人前では主従をまもっているが、2人きりの時はロエンに対して敬語を使わず、年の離れた友人のように接している。終盤間近にロエンから「君がいてくれてよかった」と告げられ、教皇フリーダを失ったロエンの心の支えになっていたことが明かされる。
彼女だけは戦闘に参加せず、最後の決戦前に祈りを捧げていた。女性カーディナルのバーバレラとは人気を二分しており、「ヴェロニク派」「バーバレラ派」に分かれている。
コミックス版ではバーバレラと4コマ漫画に登場しており、普通の女性のように仲良く買い物をするシーンが描かれている。
ガリジャーノン（Garigliano）
声 - 若本規夫
45歳。ロエン、アントリオンと同じく教皇フリーダに信奉する人間で、カーディナルの中でもNO.2と呼ばれる大物。カーディナル統率者であるロエンを自身の大将と認めており、最終決戦の際にはアントリオンと共にロエン側に着いた。
彼の邸宅には様々な芸術品・美術品が置かれているというが、私室には一本道の通路しかなく、どこか寂しい光景。合図一つで部屋に明かりがつく。その先に彼用の椅子が置かれている。この椅子は最終決戦の広間にも持ち出されている。
芸術家としてだけではなく、分解屋としても一流の技術を持つ。が、奇人変人の多いカーディナルの中では、ゼファーから最強だと言われるほど。
独特の芸術センスの持ち主で、特徴的な髪型をしている。同じく特徴的な装束をまとう「カテドラル」という私兵を持つ。いずれもガリジャーノンに心酔し、独特の審美眼を持っている。また、モンスターも飼い慣らしており、独特でありならも神々しさを感じさせる装甲をまとわせている。人形の森では彼が作ったと思しき武装マネキンが襲ってくる。
額縁を通してモノを見る癖があり、「なんじゃこりゃあ」に代表される独特の言い回しを使うなど、これらの理由からロエンには偏執狂呼ばわりされている。あるシーンでは二度彼の名を口にするのだが、どちらも「偏執狂のガリジャーノン」と呼んでいる。
なお、ガリジャーノンが額縁を持って物を見るのは「美しいところだけが見える」という理由から。彼自身、「花も人も、本物を見ることができないのが、この世界だ!!」と言っている。リーンベルのことを「慈愛の女神」と呼び、戦闘中のみゼファーのことを「死神」と呼んでいた。
最終決戦の際には同志ロエンの危機を感じ取り、ラストダンジョンの一番手としてヴァシュロンたちと敵対する。大聖堂の広間で一行を迎え撃ち、激戦の末に敗北した。最後に、リーンベルに「君はどうやってその自分を手に入れた？」と問い、「自分の信じるままに生きてみただけです」と答えられる。その生き方こそ、彼が信望した教皇フリーダの理想とするものだった。そして、それはガリジャーノンのイマジネーションをはるかに凌駕する理想でもあった。
ゼニスよって彼のクォーツは砕かれることなく、戦いの終焉と共に聖刻が現れ、アントリオンと共に復活を果たす。
戦闘では額縁を構え、まるで絵画を描くように銃を動かし、額縁から銃口を突き出して連続射撃を行う。また、天井や窓枠を銃撃で破壊して崩落を引き起こしての攻撃を仕掛けてくる。
その他『PROJECT X ZONE2』にも登場している。アイテムを修理するためにリーンベルたちと合流し協力する。
アントリオン（Antourion）
声 - 佐藤正治
70歳。年老いてなお勤勉で、「知の探究者」と称されている。中世の騎士を思わせる装束をまとう「ジャッジ」という私兵を持つ。いずれも忠義に厚く、神に使えるカーディナルを絶対者と見ている。
彼の邸宅は書庫のようになっており、ゆったりと回転する本棚が置かれている。ガリジャーノンとは対照的に私室は広く、机の上には燭台が置かれ、内装も中世の屋敷を思わせる荘厳さがある。
過去に遺跡（ルキア）の調査のためにヴィクトー、ヴァシュロンが所属していた部隊を送るも、そこにいたレベッカに部隊が襲撃されヴァシュロンを除く部隊全員を死亡させてしまった汚点がある。その件以来ロエンからは冷遇されており、ヴァシュロンからも嫌われているが、ロエンはアントリオンと距離が開いてしまったことを悔いていた。
しかしながら、アントリオンはヴァシュロンの何にも縛られない生き方に好感をもっている。死に瀕しているにもかかわらず生き延びた人間の前に現れる不可思議な刻印を「聖刻」と名付けたのも彼であり、そのことに関する調査をヴァシュロンに依頼したこともある。
最後の決闘の際、ガリジャーノンと共にロエン側につき、ラストダンジョンの二番手としてヴァシュロンたちと交戦する。自分もビクトーも、そしてテレサもヴァシュロンの生き方に好感を抱いていた。だからこそ、ヴァシュロンは自らの手で討たねばならないと考え、激戦を繰り広げた。敗北を喫した後は、ヴァシュロンの強さの根源を悟る。ヴァシュロンは「あんたの友人ビクトー仕込みさ」と誇らしげに答えるが、アントリオンは否定。彼の何者にもとらわれず、権力や暴力に屈さない生き様こそヴァシュロンが本来持っていた素質であり、自分やビクトーを超えるに至ったのだと死に際に語った。
ガリジャーノンと同じくクォーツが砕かれることなく復活を果たし、身をもって聖刻の存在を体感することになる。
知の探究者と呼ばれるだけあり、ゼファーとリーンベルの過去も知っている。また、ゼニスの正体についても知っており、ロエンの行っていることを何度も咎め説得しようとしていた。
かつては強豪として知られており、その実力は年老いても衰えることはなかった。戦闘では身の丈を軽く越す長大な銃剣を手に参加する。戦法は、ヴァシュロンの師ビクトーと好敵手だったことから、主人公たちと同様に空中殺法を披露する。
爆発が発生するほどの破壊力を持つ銃弾を使用。高々と飛翔して銃撃を仕掛けるその姿は、まるで爆撃機を想起させる。近接での射撃も行うが、何より恐ろしいのは対称の足元に対する銃撃。地面が爆破され、膨大な威力の衝撃波を受けてしまう。また、銃剣を使っての近接攻撃も行う。
『PROJECT X ZONE』シリーズには登場していないが、彼との戦闘BGMが収録されている。
ラガーフェルド（Lagerfeld）
声 - 園部好德
44歳。大変敬虔なリデール教の信者で生真面目な性格。常に丸いつばのついた帽子にサングラスを身に着けている。普段の髪型はオールバック。
ロエンとは古くから友人の間柄。クランク神学校の管轄を担当、事件の目撃者でもある。
約2年前、検死官として罪人ゼファーの処刑を見守るが、どうやっても彼が死ぬことはなかった。死刑を執行したヴァシュロンも驚愕を隠せず、2人は「神がゼファーを許した」と解釈するしかなく、ゼファーは無罪として解放された。
それから2年後、彼は事件の背景を調べ続け、ゼファーに対する憎悪をたぎらせ続けていた。全身を銃弾で打ち抜かれた子供、爆発で身元確認ができないほどの傷を負った子供、いずれもゼファーに殺された子供たちであり、被害者の母親は彼を許すと言った。だがしかし、ラガーフェルドはゼファーを許すことができず、彼の処刑を決意。神に歯向かうことを自覚し、カーディナルの地位を捨て、死んだ子供たちとゼファーの墓標を用意して決戦に臨む。
ゼファーをレイニーブリッジに呼び出し、一騎討ちを挑むも敗北。止めを刺される寸前に、ゼファーの持つ経典に隠された事実を告げる。当時のゼファーが少女から手渡された経典の最後のページには、一枚の紙片が挟まれており、それを見たゼファーは妹の存在を知る。驚愕するゼファーの一瞬の隙をつき、錫杖の当身で彼を昏倒させる。そして止めを刺す寸前で駆けつけたリーンベルの銃撃によって射殺された。
戦闘では短めの錫杖と拳銃、そして異能を武器に参加する。正面や側面からの攻撃に対してはテレポートで回避し、背後に回りこんでカウンター攻撃を行う。しかも、IA中にテレポートした場合は、IAが終了するまで姿を現さない。一騎討ちで戦うため、ファーストエイドキットを持つ余裕がなく、育て方次第では酷い苦戦を強いられる。
中距離では銃撃、もしくは無数の光の剣を呼び出して一切に発射する。後述のペーター（ピーター）同様に不思議な力を持つ。

### 教皇・カーディナル
カーディナルとは、バーゼルで信奉されている宗教「リデール教」の宗教指導者のこと。また、バーゼルでは宗教と政治が分離していないため、行政上の責任者でもある。複数のカーディナルたちがバーゼル最上層のシャンデリアに居を構えている。変わり者が多いが、政務に関しては基本的には皆至極真っ当なため、中層（9階層）以上の民衆からの支持は強いが、下層（10〜12階層）の民衆からは、配給物資を贈っているテレサ位しか支持されていない。だが、外見や言動はどうあれいずれも超人的な実力を誇っており、ロエンいわく「カーディナルは精鋭揃い」。主にカーディナルからの依頼を請け負うことで進んでゆく。
フリーダ（Freida）
声 - 佐倉ゆき
20歳。バーゼル最後の教皇となった女性。原因不明の突然死により死去。多くのカーディナルの中でもロエン、アントリオン、ガリジャーノンは特に彼女を慕っていた。
全ての人々が自分を生きる世界を見たい、と願っていた。ロエンに対して「神は非力な私に対し、あなたのような強い人間を遣わされました」と語っていた。ロエンは今でも彼女に思いを寄せており、自室にフリーダをかたどった壁画を飾っている。
ペーター（Pater）
声 - 檜山修之
19歳。キノコのような髪型に肥満体形で、性格も幼さを感じさせる。カーディナルだった父の死去の後、若くしてカーディナルに就任している。外見も性格も正反対でありながら、歳の近いジャンポーレ、バーバレラとは気があっていたという。
チャンピオンベルトを着けているが、何のチャンピオンなのか語られておらず不明。語尾によく「〜しゅ」をつける。ゼファーとは自身が依頼した仕事を通して徐々に親しくなり、友人のような関係になる。物語の途中で住人が移住してしまって人がいなくなった寂れた町であるベーテリィアを復興させようと行動する。その半ば、リーンベルを視察の護衛だと言ってデートに誘い、ペーティリアで一日を過ごす。しかしその後、別れ際に突如現れたグレムリーに襲われ、リーンベルを守ろうと挑みかかるが、不幸にも自身が指輪にして所持していた天頂の星（自身のクォーツ）がグレムリーを殴った際に砕け、そのまま亡くなってしまう。その後、ペーティリアの復興はジャンポーレが引き継いでいる。
隠しダンジョン「チョイポリス」では隠しボスとして復活を果たす。その際は「ピーター」と名乗り、その体形から想像もできないほど俊敏な動作での銃撃を披露する。なお、接近戦では「天頂の星パンチ」を使用。
テレサ（Theresa）
声 - 上村典子
65歳。物腰穏やかな貴婦人で、ヴァシュロンとは旧知の間柄である。今は亡き夫のヴィクトーは、ヴァシュロンの戦闘部隊時代の同僚。そのためヴァシュロンが唯一頭の上がらない相手となっている。
カーディナルの中でも希少な常識人であるが、クリスマスの際、リーンベルにミニスカートのサンタの衣装を着せるなど、お茶目な一面も持ち併せている。またクリスマスパーティーの準備などもして積極的にイベントを開いている。サブイベントでは飾りつけの道具を持ってきて欲しいと依頼する。
アントリオンとも旧知の仲で相当な実力者のようだが、老齢による衰えには勝てず、ヴァシュロンに夫の墓に花を添えて欲しいと依頼した。
ジャンポーレ（Jeanpole）
声 - 寺島拓篤
21歳。人々のためにと色々手を尽くすのだが、どうもひとりよがりになってしまうナルシスト。「黙っていれば絵本の中から飛び出してきたような王子様」と子供にまで言われている。なかなか悪知恵の働く青年でもある。
ガリジャーノンの銅像運搬の依頼をヴァシュロンたちに行ったのをきっかけに知り合う。彼もまた奇妙な感性の持ち主で、ガリジャーノンの作成した額縁を持ってがに股のリーンベルの銅像を賞賛していた。この際、ヴァシュロンから銅像のスカートの中について問われるのだが「ご自身で確認してはいかがか」と返し、さっさと退場していった。
その後は自分の結婚式を妨害するという脅迫状が送りつけられたため、ゼファーとリーンベルに変装させ、偽の結婚式を行わせて囮として使った。その間に安全圏で自身の結婚式を行うと宣言し、盛大に高笑いしたためゼファーから最低だと言われてしまった。しかし、友人ペーター亡き後、ペーティリアの復興を引き継ぎ、自らも率先して復興作業に参加していることから「人々の為に尽くす」という彼の信条を垣間見ることができる。荒廃した都市に自ら足を運び復興の指揮を執っていたことから、彼を軽薄な人間だと思っていた人たちの誤解を解きほぐしている。ガリジャーノンと同様に彼もまた友情に厚い人物だった。そんな人となりもあってか、彼の結婚に当たって失恋したメイドが複数いた。結婚相手は、ほんの少しだけユウキがあった、普通の女の子とのこと。
バーバレラ（Barbarella）
声 - 折笠愛
24歳。食べることに関しては異常なまでのこだわりを持ち、自邸内の厨房はホテル並みの設備を備えている。また、7階層「シルバーキャニオン（通称・冷蔵庫）」に薬品の貯蔵庫を備えており、病気に罹った人に配ったりしている。
抜群のプロポーションの持ち主でもあり、特に胸に関しては、ヴァシュロンに「天然物のグレネード」と頭の中で評されるほど。しかし、依頼内容が「食事の途中にワインが切れたから、食べ終わるまでに取ってきて欲しい」というものだったため、イケ好かない女とも思われている。なお、そのワインはヴァシュロンによってすり替えが行われ、バーバレラには高級品のラベルが貼られた安物が送りつけられた。しかし、即バレて代金分依頼料から引かれている。
カーディナルの中で年齢の近いペーター、ジャンポーレとは親しい間柄。

### エターシル
一階層に位置し、医療や孤児院関係の施設が乱立する。表向きはそうなっているが、実際は人前にさらせないような非道な実験が進行されていた。そのため、警備は厳重で、関係者以外立ち入り禁止となっている。ロエンの後ろ盾を得ていることから、侵入者撃退用の防衛兵器はロエンの主力部隊が扱う兵器と酷似している。
サリヴァン（Sullivan）
声 - 子安武人
43歳。銀髪の男。ゼニスを神ではなく機械であると否定し、その管理から外れ、かつての人類のように生きることを目的としている。
ストーリー終盤で死んだとされていたが、最強のボスキャラクターとして復活を果たす。中距離の戦闘を得意とするレベッカとは対照に、近接戦闘を得意とする。
本編開始から二十年前、即ち教皇フリーダの死後、ロエンの元に現れた。彼の理想のためにと、ある計画を申し出る。その名は「キャンドルチルドレンプロジェクト」。20人の子供たちを犠牲にし、人の手に寿命管理を取り戻すためのプロジェクトだった。
その正体は、実験施設エターシルの最高責任者。ロエンの後ろ盾と援助を得て、バーゼルに関する研究を行っている。サリヴァンはゼニスの寿命管理システムの解明を目的に、そしてロエンは人々の運命をゼニスから解放するために。しかし、レベッカとの出会いで「彼女とともに生きていきたい」と恋心を抱かせ、それが「永遠への憧憬」へとつながりロエンの意思に反した研究を続けていた。
20年前にリーンベルを含めた二十人の新生児たちを実験番号と同じ年齢になったら死ぬように設定し、実験体として年に一人ずつ殺していたが、リーンベルだけが唯一生き残り、それをロエンに知られれば無意味な実験で19人の命を無駄に奪ったとされるため、自分の立場が危うくなるため秘匿しようとしている。
しかし、ストーリー終盤にてついにロエンの知るところとなり、リーンベルのように奇跡が起これば、ゼニスの不条理な死から解放することができるという理論に気づかれてしまう。追及を恐れたサリヴァンは姿を消し、レベッカにクォーツを握らせ、「待ち合わせ場所に自分が遅れたら、迷わず砕くように」と言付けを残した。
そして、シャンデリア外壁に築かれた自身の邸宅へと逃れ、ロエンを待ち受けるが、先に予想外の客（ゼファーたち）が現れてしまう。「目的はリーンベルのクォーツですか？」とカマをかけるような言動を取り、ゼファーの反応を見てから「彼女のクォーツは、私が死ねば砕けるようにしてある」と高々に言い放ち、ゼファーたちを牽制するも、そこへ現れたロエンによって銃撃されてしまう。「本当に奇跡が起きるならサリヴァンが死んでも、リーンベルは死なないはずだ」と言った。
ロエンに撃たれた後、密かに復活を果たしたサリヴァンは閉鎖されたテーマパーク「チョイポリス」へと逃れる。その最奥はバーゼルの外界の景色がはっきりと見える「ゲート・トゥ・ヘヴン」と呼ばれる高台があった。そこでゼファーたちと遭遇し、クォーツが割れたにもかかわらずリーンベルが生きていることを知り驚愕するなど、気になる態度を見せていた。彼は、何者かがリーンベルのクォーツを摩り替えたと語っている。
設定資料集によれば、サリヴァンはリーンベルのクォーツが割れていないことを知り、ロエンに気づかれないように別のクォーツと摩り替えた。しかし既にリーンベルのクォーツはすりかえられており、サリヴァンは自分が隠し持っているのが本物だと思い込んでいたにすぎなかった。
ゲート・トゥ・ヘヴンにて不死の肉体を試してみたいとサリヴァンは語り、レベッカを加えて戦闘を開始する。
しかし、命のやり取りも死闘の経験もなく超人的な力を手に入れたにすぎないサリヴァンと、多くの苦難と迷いを乗り越えてきた3人では実力の差は歴然だった。19人の命を弄んだ末に手にした肉体には弾丸がなくなるまで銃撃され、それでも不死の特性ゆえ死ぬことはなく、苦痛を刻み付けられることとなった。自身の限界を以ってしてもゼファーたちに勝てなかったことに驚愕し、最後には素直に敗北を認める。サリヴァンは「また君たちと会うことがあるかもしれない」と言い残し、ゼファーから返答として「その時は、きっちり殺してやるよ」と告げられた。
最終的にはエンディングにて外界でレベッカと再会を果たし、互いに抱擁を交わしていた。多くの人間の命を奪い、結果的には今まで築き上げた地位・名誉・財産。そしてバーゼルという居場所をなくすもレベッカと共に歩く道を選べたことに悔いはなかった様子だった。
不死の肉体を得た後は、その研究者然とした雰囲気からは想像も付かない荒々しい攻撃を多用する。徒手空拳による戦法を用い、強烈な回し蹴りや地面を粉砕して衝撃波を拡散させるという攻撃を用いる。
戦闘中の台詞から、戦闘は専門ではないらしく、素人同然の実力からいきなり超人的な不死の肉体を手にしたことで力を使いこなせていない。
ロエンとの会話で「クォーツが砕けることによる肉体の癌化」を利用した不老不死の研究が過去に行われていることが語られている。ロエンが「ガン？」と聞き返したことから一般的なものではないことがわかり、人類がゼニスの管理下におかれてからは発症することがない病だという。即ち、ゼニスの管理下から離れれば癌を発症し不老不死となることが可能。サリヴァンはまんまとロエンを欺き、自分だけゼニスの管理から離れ不死身の肉体を手に入れた。当初はロエンと同様の目的を抱いていたが、レベッカと出会ったことで「永遠への憧憬」に焦がれ方針を変えたという。
レベッカ（Rebecca）
声 - ゆかな
外見は10歳前後の少女だが、実年齢は不明。チョイポリス最奥にてサリヴァンと一緒に登場する。
かつて、荒廃した世界でバーゼル（ゼニス）に依存することなく外界で生きることを選択した人間の眷族。そのため、過酷な外界の環境に適応できるように進化しており、人知を超えた謎の力を使う。背中から翼を生やし、長距離の高速飛行が可能。
「荒廃した世界こそが我らの故郷」とヴァシュロンに語り、ゼニスに依存することでバーゼルに住む人間たちを「世界の寄生虫」と見下し、抹殺しようと考えている。
過去にバーゼル（ルキア）を襲撃し、ヴァシュロンの部隊と大規模な戦闘を繰り広げる。単身で部隊を壊滅状態にまで追い込み、最後の一人となったヴァシュロンを殺害したはずだったが、自身の体に現れたヴァシュロンの聖刻の作用により、記憶と言語能力を失い相討ちになる。その際に、「ゼニスの騎士は健在か…！？」と意味深な言葉を残す。その後、記憶と言葉を失った状態でサリヴァンに引き取られ、共に行動している。
生物の血液を飲むことによって生きながらえているようであり、毎回「2リットルの血液」を採取することを示す会話がある。血液はサリヴァンが提供している。
記憶を失う前は、外見からは想像もできないほど大人びた声で、他者を常に見下しているかのような尊大な口調だった。今では「あうー」程度しかしゃべれないが、エンディングでのサリヴァンとの再会シーン時には彼の名前を呼んでいる。
隠しダンジョン「チョイポリス」の隠しボスとして登場。サリヴァンと共に現れ、戦闘となるが会話イベントはないため、ヴァシュロンとの因縁も一切語られることもない。
機雷に酷似した光の球を生み出し、一気に発射する中距離攻撃を得意とする。ほか、翼から一直線に放射されるイナズマのような光線を放つ。近距離を専門とするサリヴァンをサポートするように後衛として機能している。
記憶を失う直前、ヴァシュロンと対峙した時は低空飛行による徒手空拳の突きで彼の胸を貫くという芸当を見せた。
ユリス（Juris）
声 - 木内秀信
45歳。感情に希薄で常に無表情な男性。エターシルに所属する学者で、リーンベルからは「先生」と慕われている。当初は実験体でしかなかった彼女に不器用ながらも好意を示すようになり、せめて寿命である20歳を迎える前にとエターシルから連れ出そうとした。しかし、そこをロエンに見咎められて取り押さえられてしまう。だが、リーンベルだけは自由を許され、ユリスは監禁同然の扱いを受けることとなった。
彼女と引き離された後は、生きることに関しても薄くなってしまい、リーンベルに対する罪悪感を常に抱いていた。しかし、死んだと思っていた彼女と再会した後は涙を流して抱きしめ、再び生きる気力を取り戻した。以後はヴァシュロンの邸宅に匿われる形で過ごし、ゼニスやクォーツなどの真実を彼らに伝えた。
町の人々の話によればサリヴァンとは青年時代からの友人らしく、下層の人々から目撃証言などが聞ける。
医者
声 - ?
エターシルにてリーンベルを担当した医師。ゲーム本編では「お医者のおじいちゃん」と呼ばれている。Chapter6「病」の冒頭にのみ登場。サリヴァンには、新生児であるリーンベルは生きてさえいればどんな状態でも構わないと言い渡されるが、自由も神に召されることも許されない新生児を不憫に思った彼は、眠ったリーンベルの右手に彼女のクォーツを埋め込み、彼女には「大切なものは、その手の中に…」とだけ言い残す。結果的に彼はリーンベルの命を救うことになる。リーンベルは彼のことを親切な人だと好意的に感じており、それはゲルシーと戦闘中の会話からも知ることができる。

### 反体制組織・テロリスト
カーディナルによる支配階級に反旗を翻した者たち。
ゲルシー（Gelsey）
声 - 千葉繁
元カーディナル配下の軍人（アーミー）。ドロシーとエリスという名前の部下がいる。言動や外見からは想像もできないほどの実力を持っており、銃、投擲弾の技巧はヴァシュロンとゼファーを非常に苦戦させた。ゼファー曰く「見た目より強いね」とのこと。その実績、名声はビクトーと並んで「天才」と称されている。
その観察眼はゼファーをひと目見ただけで「殺人鬼の目」と見抜くほど。部下からの信望も厚く、彼自身も部下たちを高く評価している。
偏執的に死んだ祖母を溺愛しており、なにかにつけて「死んだばあちゃんが言っていた」と口にする。なお、祖父もいるが、それについて口にすると怒る。
一個師団を率い、「第24番鉱脈」を占拠。シャンデリアを落とし世界を統べようと企む。過去に部下を使ってヴァシュロンたちにダゴダ鉱脈までの道を作らせたことからギャングたちとも繋がりがある。サリヴァンの依頼を受けたヴァシュロンたちと対峙した際、自身の計画を話し彼らを誘うも断られ倒されてしまう。
死の際に「死んだばあちゃん」の姿を幻視するが、なぜか死んでいないはずのじいちゃんも現れた。
遠距離では拳銃による銃撃を、中距離ではランダムに状態異常を付加する手榴弾を投擲する。
「志を持たぬ者は生きる価値無し、とばあちゃんが言ってた」とヴァシュロンたちに語るゲルシー。銃を向け彼らと一戦交える。死んだ祖母から聞かされた御伽噺を信じており、無数のクォーツを手にした自分は「死なない、幸せになれる」と確信していたが、それは結局欲望でしかなく、信念を持つヴァシュロンたちには敵わず敗北を喫した。

### その他の人物
ビクトー（Victor）
声 - 岡本未来
故人。カーディナル・テレサの夫にして、一隊を率いる軍人。ヴァシュロンの師と言える人物。「肩を並べてこそ信用に足る。それができなければ、足手まといだ」というのを口癖にしていた。
アントリオンとは友人の間柄であり、また技を競い合った好敵手でもあった。その勇名はロエンにも届いており、最終決戦の際にはヴァシュロンに対して「ビクトーの部下がこの体たらくかっ！」と言わせていたほど。テレサの使用人の一部からも「英雄」と称されていた。
数年前、アントリオンの依頼で調査隊を引き連れ、ルキアにて聖刻の探索を行っていたところ、レベッカと遭遇。ヴァシュロンと共に逃れるも、負傷が原因で死亡する。
1人で逃げ出したサリヴァンに対し悪態を吐くヴァシュロンに「放っとけ、あんな奴…肩を並べてこそ信用に足る。それができなきゃ足手まといだ」と言い、最後まで自分の信念を曲げることがなく息を引き取り、遺言となってしまった。しかし、彼の技術と信念はしっかりとヴァシュロンに受け継がれ、やがてはアントリオンを打ち負かすほどにまで成長させた。
よく「ヴィクトー」と間違えられるが、作中の表記は「ビクトー」である。
オカマスター（Okamaster）
声 - 高木渉
オカマ。7階層のバー「カターレ」を経営する男性。その辺の女性よりも化粧についての造詣が深い。ヴァシュロンとは知り合い同士らしく、初登場時には彼と親しげに話していた。

## 用語
バーゼル
過去の人類によって大地に埋め込まれた、12層からなる、人々が内部で町を構成できるほど巨大な装置。地球環境の正常化を目的として開発され、正常化されるものの中には「生物の在り方」まで含まれている。開発当初はその周辺に人々は群がって生活していたが、時が経つにつれてバーゼルの目的を忘れた人々が内部に入り込み生活を始めたために、老朽化もあって故障の頻発や故障箇所が多くなるなど徐々にその機能が低下しつつある。修繕は下層に行くほど手付かず状態であり下層はスラム化しており、最上層の1 - 3層はそれより下の層から見たときのその外観から「シャンデリア」と呼ばれ、1階層の中心にゼニスが安置されている。
なお、サリヴァンはこのバーゼルを「バベルの塔」と見ており、人類が神に成り代わろうと建造した建物なのだから、ゼニスが神である筈がないと語っている。
ゼニス
シャンデリアの大聖堂最奥に安置されている装置で、バーゼルの核とも呼べる存在。耐腐食性に優れた金属で作られている。動力のゼンマイは気温変化を利用して巻き上げられ、本体はメンテナンスなしで6千年は動くようになっている。バーゼル内に生きる全ての人間の寿命をクォーツを用いて管理し、時に致命傷を負い死に瀕した人間を生かす役割も担う。
なお、サリヴァンから「過去に癌という不治の病が猛威を振るっていた時代がある」と語られ、ゼニスに管理されている今では癌化はありえないとされている。ロエンが「ガン？」と返したことから「癌」という病はほとんど語られていない。
癌化とは「細胞の不死化」であり、過去にはこれを利用してメリットだけを残し、死なない身体を手にする実験も行われていたという。
PMF
「Private Military Firms」の略。直訳すると個人経営の傭兵会社という意味だが、その実態は報酬さえ貰えればどんな依頼でも請け負う何でも屋。ギルドの斡旋で仕事を受注することが多い。時にはカーディナルからの依頼が来ることもある。
クォーツ
一般に「天頂の星」と呼ばれている青白い宝石で、それぞれの人間が自分だけの天頂の星を持っていて、それを手に入れると幸福になれるという言い伝えが広まっている。しかし実際にはバーゼルに生きる人間の生命と密接に繋がっており、新生児の産声と共に新しく発生し、もしそれが砕けてしまった場合はそのクォーツに対応した人間は死亡する。また逆に、人間が寿命や傷病などで死に至った場合には、その人間に対応したクォーツが砕け散ってしまう。ゼニスがクォーツに設定する寿命は最大でも百年程度。埋蔵エリアは時計回りに順に並んでおり、埋蔵されたどのクォーツが誰のものかはそれで大体推定ができる。強い光を当てると対応する人物の瞳が青緑色に光る。
サリヴァンは「クォーツが砕けることは、細胞の老化、またはそれに等しい状況が起きて死亡することなのかもしれない」と語っている。
聖刻
ゼニスは人間が設定した寿命に達した場合、クォーツを砕きその人間を死に至らしめるが、稀に寿命以外で死に瀕した人間のクォーツを砕くことなく生かすことがある。その際、その人間の前に現れる奇妙な紋章が聖刻である。この紋章が現れた人間は、銃で頭を撃ち抜かれる、体を貫かれるなどと致命傷を負うような状況に陥っても無傷のまま生還する。ヴァシュロン、ゼファー、リーンベルなど聖刻が発動した者を、バーゼルの外から来たレベッカは「ゼニスの騎士」と呼んでいる。
ゼニスの騎士
聖刻が発動した人間。ゼニスがどのような目的および基準で騎士を選択するのかは、劇中のロエンとサリヴァンの研究でも明らかになっていない。開発陣によると「善悪を問わず、己の信念に基づいて行動した結果死に瀕した人間を死なせないために発動する」とのこと。
記憶を失う前のレベッカがヴァシュロンの胸を貫いた時に発した単語。

## スタッフ
- ストーリー：則本真樹
- リードプログラマー：北尾雄一郎
- リードR&Dプログラマー：五反田義治
- バトルプログラマー：山口幸宏
- アートディレクター：鏡研太郎
- FMVディレクター：金倉賢一
- サウンドディレクター：志知道彦
- ミュージックコンポーザー：桜庭統、田中公平
- ディレクター：勝呂隆之
- プロデューサー：島野光弘